# Eupithecia levata
Eupithecia levata es una especie de polilla de la familia Geometridae. La especie fue descrita por primera vez por Mironov y Galsworthy, habiendo sido descrita en 2004, con distribución en China (provincia de Yunnan) y Tailandia. Es una polilla de color marrón pálido con una envergadura es de unos 20 milímetros (0,8 plg).